# 3989 Odin
A 3989 Odin (ideiglenes jelöléssel 1986 RM) a Naprendszer kisbolygóövében található aszteroida. Poul Jensen fedezte fel 1986. szeptember 8-án.